# William Francis
William "wiL" Roy Francis, född 8 januari 1982 i Seattle, Washington, är en amerikansk sångare och frontman i bandet Aiden. 
Francis hade i tonåren problem med droger och genomgick rehabilitering. 2003 var han med och startade Aiden. Från början var han bandets basist men tog över rollen som sångare efter att originalsångaren, Steve Clemens, hoppat av.
Francis har ett sidoprojekt kallad William Control.

## Diskografi (urval)

### Med Aiden
Studioalbum
- 2004 – Our Gang's Dark Oath
- 2005 – Nightmare Anatomy
- 2007 – Conviction
- 2009 – Knives
- 2011 – Disguises
- 2011 – Some Kind of Hate
- 2015 – Aiden

Livealbum
- 2010 – From Hell... With Love

EPs
- 2004 – A Split of Nightmares (delad EP: Aiden / Stalins War)
- 2006 – Rain In Hell

### Med William Control
Studioalbum
- 2008 – Hate Culture
- 2010 – Noir
- 2012 – Silentium Amoris
- 2014 – The Neuromancer

Livealbum
- 2012 – Live In London Town
- 2014 – Babylon

EPs
- 2016 – The Pale EP
- 2017 – The Black EP
- 2017 – The Red EP
- 2017 – The White EP